# Insjön, Norrbotten
Insjön är en sjö i Kalix kommun i Norrbotten och ingår i Kalixälvens huvudavrinningsområde.